# Жан-Клод П'юмі
Жан-Клод П'юмі (фр. Jean-Claude Piumi, нар. 27 травня 1940, Жиромон — пом. 24 березня 1996, Фрежус) — французький футболіст, що грав на позиції захисника.
Виступав, зокрема, за клуби «Валансьєнн» та «Монако», а також національну збірну Франції.

## Клубна кар'єра
У дорослому футболі дебютував 1958 року виступами за команду клубу «Жиромон», в якій провів один сезон.
Своєю грою за цю команду привернув увагу представників тренерського штабу клубу «Валансьєнн», до складу якого приєднався 1959 року. Відіграв за команду з Валансьєнна наступні одинадцять сезонів своєї ігрової кар'єри. Більшість часу, проведеного у складі «Валансьєнна», був основним гравцем захисту команди.
1970 року перейшов до клубу «Монако», за який відіграв 2 сезони. Граючи у складі «Монако» також здебільшого виходив на поле в основному складі команди. Завершив професійну кар'єру футболіста виступами за команду «Монако» у 1972 році
Помер 24 березня 1996 року на 56-му році життя у місті Фрежус.

## Виступи за збірну
1962 року дебютував в офіційних матчах у складі національної збірної Франції. Протягом кар'єри у національній команді, яка загалом тривала 6 років, провів у формі головної команди країни лише 4 матчі, забивши 1 гол.
У складі збірної був учасником чемпіонату світу 1966 року в Англії.